# MJ Cole
MJ Cole (bürgerlich Matt Coleman, * 1973) ist ein britischer UK-Garage-Produzent.

## Leben und Wirken
Er remixte unter anderem für Mariah Carey, De La Soul, Dido, Nitin Sawhney, Gabriel und Bran Van 3000.
MJ Cole hatte für das Drum-and-Bass-Label SOUR und für Ed Rush als Toningenieur gearbeitet, ab Mitte 1996 begann er unter eigenem Namen 2step zu veröffentlichen. Sein früher 2-Step-Tune Sincere wurde eine der ersten Garage-Titel, der die britischen Top 40 erreichte.
Zwei Jahre nach dem überraschenden Erfolg brachte MJ Cole ein gleichnamiges Debütalbum heraus. Für dieses Album wurde er für den Mercury Prize nominiert und mit einer Silbernen Schallplatte ausgezeichnet.

## Diskografie

### Studioalben
| Jahr | Titel            | Höchstplatzierung, Gesamtwochen, AuszeichnungChartsChartplatzierungen (Jahr, Titel, Platzierungen, Wochen, Auszeichnungen, Anmerkungen) | Anmerkungen |
| Jahr | Titel            | UK | Anmerkungen |
| ---- | ---------------- | --- | ----------- |
| 2000 | Sincere          | UK14 Silber · (6 Wo.)UK |             |
| 2003 | Cut to the Chase | UK82 (1 Wo.)UK |             |

### EPs
- 2007: Northside / Southside (mit Matlok)
- 2009: Battle Stations (mit Zed Bias feat. MC Fox)
- 2010: Riddim
- 2011: Satellite
- 2011: Southern Electric (mit Scrufizzer)
- 2013: Panoramic
- 2018: Foundations
- 2019: Waking Up

### Singles
| Jahr | Titel Album                    | Höchstplatzierung, Gesamtwochen, AuszeichnungChartsChartplatzierungen (Jahr, Titel, Album, Platzierungen, Wochen, Auszeichnungen, Anmerkungen) | Anmerkungen                 |
| Jahr | Titel Album                    | UK | Anmerkungen                 |
| ---- | ------------------------------ | --- | --------------------------- |
| 1998 | Sincere                        | UK38 (2 Wo.)UK | feat. Nova Caspar & Jay Dee |
| 2000 | Crazy Love Sincere             | UK10 Silber · (9 Wo.)UK | feat. Elisabeth Troy        |
| 2000 | Sincere (Remix)                | UK13 (7 Wo.)UK |                             |
| 2000 | Hold On to Me Sincere          | UK35 (2 Wo.)UK | feat. Elisabeth Troy        |
| 2003 | Wondering Why Cut To The Chase | UK30 (3 Wo.)UK | feat. Vula                  |

Weitere Singles
- 2004: Never Say Never (feat. Shea)
- 2004: When You Said You Loved Me (feat. Tubby T)
- 2006: Badboy (feat. Laura Vane)
- 2006: Watertight (feat. Laura Vane)
- 2009: Gotta Have It (feat. Digga)
- 2010: From the Drop
- 2011: Satellite
- 2012: Red and Black
- 2015: Bouldaz
- 2016: Alcatraz
- 2016: The Rumble (mit AJ Tracey)
- 2017: Undo (mit Alyss)
- 2017: Shelter (mit Bruno Major)
- 2017: Interbass (mit DJ Zinc)
- 2017: Pictures in My Head
- 2018: Soak It Up (mit Kojey Radical)
- 2018: Homerton B (mit Unknown T)
- 2019: Waking Up (mit Freya Ridings)